# ICC World Twenty20 2014
Navigation
2012 2016
L'ICC World Twenty20 de 2014 est la cinquième édition du championnat du monde de cricket au format Twenty20. Elle se déroule au Bangladesh du 16 mars au 6 avril 2014. Le Sri Lanka a gagné le tournoi en battant l'Inde par 6 guichets.

## Équipes
Pour la première fois, il y avait 16 équipes dans le tournoi. Tous les membres de plein droit ont qualifié automatiquement avec 6 membres associés qui ont qualifié via le tournoi de qualification.
| Méthode de qualification | Équipe             |
| ------------------------ | ------------------ |
| Hôte                     | Bangladesh         |
| Membres de Plein Droite  | Afrique du Sud     |
| Membres de Plein Droite  | Angleterre         |
| Membres de Plein Droite  | Australie          |
| Membres de Plein Droite  | Inde               |
| Membres de Plein Droite  | Indes occidentales |
| Membres de Plein Droite  | Nouvelle-Zélande   |
| Membres de Plein Droite  | Pakistan           |
| Membres de Plein Droite  | Sri Lanka          |
| Membres de Plein Droite  | Zimbabwe           |
| Tournoi de qualification |                    |
| Afghanistan              |                    |
| Émirats arabes unis      |                    |
| Hong Kong                |                    |
| Irlande                  |                    |
| Népal                    |                    |
| Pays-Bas                 |                    |

## Honneurs
- Meilleur joueur de la compétition :  Virat Kohli

### Plus Grand Nombre de Courses
| Courses | Joueur          | Manches | Score élevé | Moyenne | Taux de grève | 100s | 50s |
| ------- | --------------- | ------- | ----------- | ------- | ------------- | ---- | --- |
| 319     | Virat Kohli     | 6       | 77          | 106,33  | 129,14        | 0    | 4   |
| 231     | Tom Cooper      | 7       | 72*         | 57,75   | 137,50        | 0    | 1   |
| 224     | Stephan Myburgh | 7       | 63          | 32,00   | 154,48        | 0    | 3   |
| 200     | Rohit Sharma    | 6       | 62*         | 40,00   | 123,45        | 0    | 2   |
| 187     | JP Duminy       | 5       | 86*         | 62,33   | 140,60        | 0    | 1   |

### Plus Grand Nombre de Guichets
| Guichets | Joueur              | Manches | Moyenne | Économie | BBI  | Taux de grève |
| -------- | ------------------- | ------- | ------- | -------- | ---- | ------------- |
| 12       | Imran Tahir         | 5       | 10,91   | 6,55     | 4/21 | 10,0          |
| 12       | Ahsan Malik         | 7       | 13,83   | 6,68     | 5/19 | 12,4          |
| 11       | Samuel Badree       | 5       | 10,27   | 5,65     | 4/21 | 10,9          |
| 11       | Ravichandran Ashwin | 6       | 11,27   | 5,35     | 4/11 | 12,6          |
| 10       | Amit Mishra         | 6       | 14,70   | 6,68     | 3/21 | 15,3          |